# Spartans de Michigan State

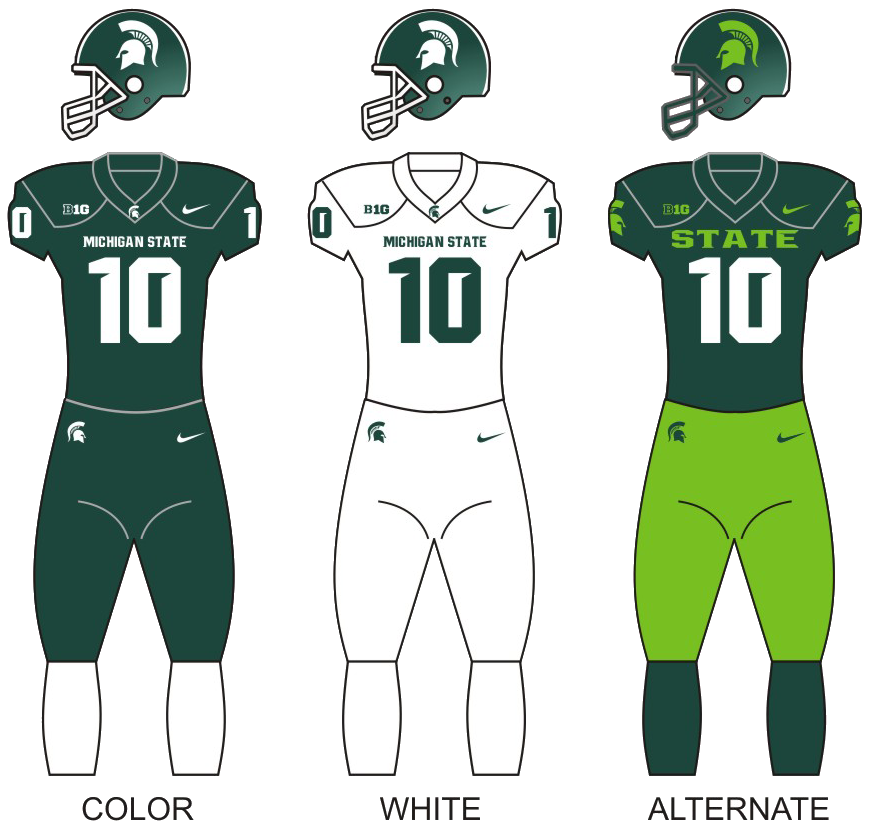
Uniformes de l'équipe de football américain.

Les Spartans de Michigan State (Spartiates en français, en anglais : Michigan State Spartans) sont un club omnisports universitaire qui se réfère aux équipes sportives tant féminines (11) que masculines (10) représentant l'Université d'État du Michigan et participant aux compétitions organisées par la National Collegiate Athletic Association (NCAA) au sein de sa Division I.
L'université se situe à Tuscaloosa dans l'État de l'Alabama aux États-Unis. Michigan State fait partie de la Big Ten Conference.
Le programme de football américain est membre de la NCAA Division I Football Bowl Subdivision (FBS) et a remporté le titre national par consensus en 1952, s'est vu décerner le titre 1965 par les entraîneurs (UPI) et désignée championne nationale par différentes agences de notation en 1951, 1955, 1957 et 1966. Ils ont également remporté le Rose Bowl en 1954, 1956, 1988 et 2014 Son équipe de basket-ball masculine a remporté le championnat national de la NCAA en 1979 et 2000 Son équipe masculine de hockey sur glace a remporté les titres nationaux en 1966, 1986 et 2007.
La mascotte de l'université est un guerrier sparte  dénommé « Sparty (en) ». Les couleurs du club sont le vert et le blanc.

## Sports représentés
| Hommes (10)                                 | Femmes (11)       |
| ------------------------------------------- | ----------------- |
| Athlétisme †                                | Athlétisme †      |
| Baseball                                    | Aviron            |
| Basketball                                  | Basketball        |
| Cross country                               | Cross country     |
| Football (soccer)                           | Football (soccer) |
| Football américain                          | Golf              |
| Golf                                        | Gymnastique       |
| Hockey sur glace                            | Hockey sur gazon  |
| Lutte                                       | Softball          |
| Tennis                                      | Tennis            |
|                                             | Volley-ball       |
| † – Athlétisme en salle et/ou en plein air. |                   |

## Football américain
La plus fameuse équipe des Spartans est celle de football américain qui est créée en 1884. L'équipe évolue au Spartan Stadium, enceinte de 75 005 places inaugurée en 1929. Le manager général est Alan Haller. Le nombre de titres nationaux gagnés par l'équipe varie de un à quatre selon les sources (voir Championnat NCAA de football américain).
L'équipe entretient plusieurs rivalités très fortes avec d'autres universités telles soit avec les Wolverines de l'université du Michigan, le Fighting Irish de l'université Notre-Dame (voir la rivalité) et les Nittany Lions de l'université d'Etat de Pennsylvanie.

### Description en début de saison 2024
- Couleurs :   (vert et blanc)

- Dirigeants :
  - Directeur sportif : Alan Haller
  - Entraîneur principal : Jonathan Smith (en), 1re saison, bilan : 0 - 0

- Stade
  - Nom : Spartan Stadium
  - Capacité : 75 005
  - Surface de jeu : pelouse naturelle
  - Lieu : campus, East Lansing, Michigan

- Conférence :
  - Actuelle : Big Ten Conference (depuis 1953)
  - Ancienne : 
    - Michigan Intercollegiate Athletic Association (1896–1906)
    - Indépendants (1907–1952)

- Internet :
  - Nom site Web : msuspartans.com
  - URL : https://msuspartans.com/sports/football

- Bilan des matchs :
  - Victoires : 730 (59,6%)
  - Défaites : 487
  - Nuls : 44

- Bilan des Bowls :
  - Victoires : 14 (46,7%)
  - Défaites : 16

- College Football Playoff : -

- Titres :
  - Titres nationaux : 6 (1951, 1952, 1955, 1957, 1965, 1966)
  - Titres de conférence : 11
    - Big Ten : 9 (1953, 1965, 1966, 1978, 1987, 1990, 2010, 2013, 2015)
    - MIAA : 2 (1903, 1905)

  - Titres de la division  de la Big Ten : 3 
    - Legends : 2 (2011, 2013)
    - East : 1 (2015)

- Joueurs :
  - Vainqueurs du Trophée Heisman : -
  - Sélectionnés All-American : 33

- Hymne : Victory for MSU (en)
- Mascotte : Sparty (en)
- Fanfare : Spartan Marching Band (en)

- Rivalités :
  - Notre Dame
  - Indiana (en)
  - Michigan (en)
  - Penn State (en)

### Palmarès
- Titres nationaux :

Michigan State s'est vu attribuer six titres nationaux, un par consensus en 1952, un par les entraîneurs (UPI Coaches) en 1965 par les entraîneurs et quatre par diverses agences de notation en 1951, 1955, 1957 et 1966,, :
| Saison | Entraîneur      | Agences de cotation | Bilan | Bowl      | Résultat | Adversaire | AP    | Coache's |
| ------ | --------------- | --- | ----- | --------- | -------- | ---------- | ----- | -------- |
| 1951   | Clarence Munn   | Billingsley, Helms, Poling | 9–0   | -         | -        | -          | No. 2 | No. 2    |
| 1952   | Clarence Munn   | AP, Boand, DeVold, Dunkel, Football Research, Helms, Litkenhous, NCF, Sagarin, UPI Coaches , Williamson[8]                       | 9–0   | -         | -        | -          | No 1  | No 1     |
| 1955   | Duffy Daugherty | Boand [8] | 9–1   | Rose Bowl | G 17–14  | UCLA       | No 2  | No 2     |
| 1957   | Duffy Daugherty | Dunkel[8] | 8–1   | -         | -        | -          | No 3  | No 3     |
| 1965   | Duffy Daugherty | Berryman, Billingsley, DeVold, Dunkel, FB News, FW, Helms, Litkenhous, NFF, Poling, Sagarin, Sagarin (ELO-Chess), UPI Coaches[8] | 10–1  | Rose Bowl | P 12–14  | UCLA       | No 2  | No 1     |
| 1966   | Duffy Daugherty | Football Research, Helms, NFF, Poling [8]                                                                                        | 9–0–1 | -         | -        | -          | No 2  | No 2     |
- Titres de conférence :

Michigan State a remporté onze titres de conférence dont cinq à égalité (†)
| Saison | Conférence | Entraîneur           | Bilan global | Bilan de conférence |
| ------ | ---------- | -------------------- | ------------ | ------------------- |
| 1903   | MIAA (en)  | Chester Brewer (en)  | 6–1–1        | 3–1                 |
| 1905†  | MIAA (en)  | Chester Brewer (en)  | 9–2          | 4–0                 |
| 1953†  | Big Ten    | Clarence Munn (en)   | 9–1          | 5–1                 |
| 1965   | Big Ten    | Duffy Daugherty (en) | 10–1         | 7–0                 |
| 1966   | Big Ten    | Duffy Daugherty (en) | 9–0–1        | 7–0                 |
| 1978†  | Big Ten    | Darryl Rogers (en)   | 8–3          | 7–1                 |
| 1987   | Big Ten    | George Perles (en)   | 9–2–1        | 7–0–1               |
| 1990†  | Big Ten    | George Perles (en)   | 8–3–1        | 6–2                 |
| 2010†  | Big Ten    | Mark Dantonio (en)   | 11–2         | 7–1                 |
| 2013   | Big Ten    | Mark Dantonio (en)   | 13–1         | 8–0                 |
| 2015   | Big Ten    | Mark Dantonio (en)   | 12–2         | 7–1                 |
- Titres de division :

Michigan State a remporté trois titres de division et a disputé trois finales de conférence
| Saison | Conférence | Division | Entraîneur    | Finale de conférence | Finale de conférence |
| ------ | ---------- | -------- | ------------- | -------------------- | -------------------- |
| Saison | Conférence | Division | Entraîneur    | Adversaire           | Résultat             |
| 2011   | Big Ten    | Legends  | Mark Dantonio | Wisconsin            | P, 39–42             |
| 2013   | Big Ten    | Legends  | Mark Dantonio | Ohio State           | G, 34–24             |
| 2015   | Big Ten    | East     | Mark Dantonio | Iowa                 | G, 16–13             |

### Bowls
Fin 2023, Michigan State a participé à 30 bowls universitaires, en a remporté 14 pour 16 défaites. 
| Saison | Entraîneur           | Bowl                                       | Adversaire                     | Résultat    |
| ------ | -------------------- | ------------------------------------------ | ------------------------------ | ----------- |
| 1937   | Charlie Bachman (en) | Orange Bowl 1938                           | Tigers d'Auburn                | P 0–6       |
| 1953   | Clarence Munn (en)   | Rose Bowl 1954                             | Bruins de l'UCLA               | G 28–20     |
| 1955   | Duffy Daugherty (en) | Rose Bowl 1956                             | Bruins de l'UCLA               | G 17–14     |
| 1965   | Duffy Daugherty (en) | Rose Bowl 1966                             | Bruins de l'UCLA               | P 12–14     |
| 1984   | George Perles (en)   | Cherry Bowl 1984                           | Black Knights de l'Army        | P 6–10      |
| 1985   | George Perles (en)   | Hall of Fame Classic 1985                  | Yellow Jackets de Georgia Tech | P 14–17     |
| 1987   | George Perles (en)   | Rose Bowl 1988                             | Trojans de l'USC               | G 20–17     |
| 1988   | George Perles (en)   | Gator Bowl 1989                            | Bulldogs de la Géorgie         | P 27–34     |
| 1989   | George Perles (en)   | Aloha Bowl 1989                            | Rainbow Warriors d'Hawaï       | G 33–13     |
| 1990   | George Perles (en)   | John Hancock Bowl 1990                     | Trojans de l'USC               | G 17–16     |
| 1993   | George Perles (en)   | Liberty Bowl 1993                          | Cardinals de Louisville        | P 7–18      |
| 1995   | Nick Saban           | Independence Bowl 1995                     | Tigers de LSU                  | P 26–45     |
| 1996   | Nick Saban           | Sun Bowl 1996                              | Cardinal de Stanford           | P 0–38      |
| 1997   | Nick Saban           | Aloha Bowl 1997                            | Huskies de Washington          | P 23–51     |
| 1999   | Bobby Williams (en)  | Florida Citrus Bowl 2000                   | Gators de la Floride           | G 37–34     |
| 2001   | Bobby Williams (en)  | Silicon Valley Football Classic 2001       | Bulldogs de Fresno State       | G 44–35     |
| 2003   | John L. Smith (en)   | Alamo Bowl 2003                            | Cornhuskers du Nebraska        | P 3–17      |
| 2007   | Mark Dantonio (en)   | Champs Sports Bowl 2007                    | Eagles de Boston College       | P 21–24     |
| 2008   | Mark Dantonio (en)   | Capital One Bowl 2009                      | Bulldogs de la Géorgie         | P 12–24     |
| 2009   | Mark Dantonio (en)   | Alamo Bowl 2010                            | Red Raiders de Texas Tech      | P 31–41     |
| 2010   | Mark Dantonio (en)   | Capital One Bowl 2011                      | Crimson Tide de l'Alabama      | P 7–49      |
| 2011   | Mark Dantonio (en)   | Outback Bowl 2012                          | Bulldogs de la Géorgie         | G 33–30 3OT |
| 2012   | Mark Dantonio (en)   | Buffalo Wild Wings Bowl 2012               | Horned Frogs de TCU            | G 17–16     |
| 2013   | Mark Dantonio (en)   | Rose Bowl 2014                             | Cardinal de Stanford           | G 24–20     |
| 2014   | Mark Dantonio (en)   | Cotton Bowl Classic 2015                   | Bears de Baylor                | G 42–41     |
| 2015   | Mark Dantonio (en)   | Cotton Bowl Classic 2015 (½ finale du CFP) | Crimson Tide de l'Alabama      | P 0–38      |
| 2017   | Mark Dantonio (en)   | Holiday Bowl 2017                          | Cougars de Washington State    | G 42–17     |
| 2018   | Mark Dantonio (en)   | Redbox Bowl 2018                           | Ducks de l'Oregon              | L 6–7       |
| 2019   | Mark Dantonio (en)   | Pinstripe Bowl 2019                        | Demon Deacons de Wake Forest   | G 27–21     |
| 2021   | Mel Tucker           | Peach Bowl 2021                            | Panthers de Pittsburgh         | G 31–21     |

### Numéros retirés
| N° | Nom                   | Poste | Saisons   | Date du retrait | Réf.   |
| -- | --------------------- | ----- | --------- | --------------- | ------ |
| 26 | Clinton Jones         | RB    | 1964-1966 | 2015            | [ 10 ] |
| 46 | John Hannah           | –     | –         | 1969            |        |
| 48 | Percy Snow            | LB    | 1986–1989 | 2013            | [ 13 ] |
| 78 | Don Coleman           | T     | 1949–1951 | 1951            | [ 13 ] |
| 90 | George Webster        | LB    | 1964–1966 | 1967            | [ 13 ] |
| 95 | Charles "Bubba" Smith | DE    | 1964–1966 | 2006            | [ 13 ] |

1. ↑  Hannah n'était pas un joueur des Spartans mais il a servi pendant 46 ans au sein de l'université dont 28 en tant que président[11], record pour l'université[12].

### Spartans au Pro Football Hall of Fame
Trois anciens joueurs de Michigan State ont été intronisés au Pro Football Hall of Fame de Canton en Ohio.
| Nom               | Poste | Saisons   | Année d'intronisation | Réf.   |
| ----------------- | ----- | --------- | --------------------- | ------ |
| Herb Adderley     | HB    | 1957–1960 | 1980                  | [ 15 ] |
| Joe DeLamielleure | OG    | 1969–1972 | 2003                  | [ 16 ] |
| Morten Andersen   | K     | 1978–1981 | 2017                  | [ 17 ] |

### Stade
Traditions

## Autres sports

### Hockey sur glace
L'équipe de hockey sur glace évolue au Munn Ice Arena, patinoire de 6 470 places inaugurée le 1er novembre 1974.
La forte rivalité avec les Wolverines du Michigan est valable en hockey comme dans tous les autres domaines, sportifs ou pas.
À l'occasion d'un match de hockey opposant ces deux rivaux, une patinoire provisoire est installée au centre du stade de football américain, permettant ainsi à 74 554 spectateurs d'assister au match le 6 octobre 2001. Cet évènement est connu sous le nom de The Cold War.

#### Basket-ball
L'équipe de basket-ball est également importante et compte deux titres nationaux (1979 et 2000).
Les Spartans disputent leurs matchs à domicile au Breslin Student Events Center, salle de 14 992 places inaugurée le 9 novembre 1989. 
Magic Johnson a été un Spartan pendant sa période universitaire et une statue du champion orne le campus.
| no  | Joueur          | Années    |
| --- | --------------- | --------- |
| 04  | Scott Skiles    | 1982–1986 |
| 12  | Mateen Cleaves  | 1996–2000 |
| 21  | Steve Smith     | 1987–1991 |
| 24  | Johnny Green    | 1955–1958 |
| 24  | Shawn Respert   | 1991–1995 |
| 31  | Jay Vincent     | 1978–1981 |
| 32  | Greg Kelser     | 1976–1979 |
| 33  | Magic Johnson   | 1977–1979 |
| 42  | Morris Peterson | 1995–2000 |
| 25  | Terry Furlow    | 1972–1975 |
| Ent | Jud Heathcote   | 1976–1995 |
| 23  | Draymond Green  | 2008-2012 |

### Installations
- Salle de basket-ball : Breslin Student Events Center 14 992 places ;
- Patinoire de hockey sur glace : Munn Ice Arena 6 470 places.